# Semaeopus pertumna
Semaeopus pertumna là một loài bướm đêm trong họ Geometridae.